# Ericeia sandii
Ericeia sandii är en fjärilsart som beskrevs av Achille Guenée 1862. Ericeia sandii ingår i släktet Ericeia och familjen nattflyn. Inga underarter finns listade i Catalogue of Life.